# Llista de topònims del Pla de Santa Maria
Llista de topònims (noms propis de lloc) del municipi del Pla de Santa Maria, a l'Alt Camp
Informació actualitzada per un bot. Els canvis manuals es perdran quan s'actualitzi!

## barraca de vinya
| imatge | Nom                                           | Ubicat a              | instància de     | Detalls                     | coordenades                                          | Protecció                                  | Commons (més fotos) | Dades a WD                    |
| ------ | --------------------------------------------- | --------------------- | ---------------- | --------------------------- | ---------------------------------------------------- | ------------------------------------------ | ------------------- | ----------------------------- |
|        | Barraca I del camí del Masot                  | el Pla de Santa Maria | barraca de vinya | Estil: arquitectura popular |                                                      | bé integrant del patrimoni cultural català |                     | Modifica les dades a Wikidata |
|        | Barraca VII del camí dels Muntanyesos         | el Pla de Santa Maria | barraca de vinya | Estil: arquitectura popular |                                                      | bé integrant del patrimoni cultural català |                     | Modifica les dades a Wikidata |
|        | Barraca de la zona del Mas de la Fam III      | el Pla de Santa Maria | barraca de vinya | Estil: arquitectura popular |                                                      | bé integrant del patrimoni cultural català |                     | Modifica les dades a Wikidata |
|        | Barraca de la zona del Mas de la Fam IV       | el Pla de Santa Maria | barraca de vinya | Estil: arquitectura popular |                                                      | bé integrant del patrimoni cultural català |                     | Modifica les dades a Wikidata |
|        | Barraca de la zona del Mas de la Fam V        | el Pla de Santa Maria | barraca de vinya | Estil: arquitectura popular |                                                      | bé integrant del patrimoni cultural català |                     | Modifica les dades a Wikidata |
|        | Barraca de la zona del Mas de la Fam VI       | el Pla de Santa Maria | barraca de vinya | Estil: arquitectura popular |                                                      | bé integrant del patrimoni cultural català |                     | Modifica les dades a Wikidata |
|        | Barraca de la zona del Mas de la Fam VII      | el Pla de Santa Maria | barraca de vinya | Estil: arquitectura popular |                                                      | bé integrant del patrimoni cultural català |                     | Modifica les dades a Wikidata |
|        | Barraca de la zona del Mas de la Fam VIII     | el Pla de Santa Maria | barraca de vinya | Estil: arquitectura popular |                                                      | bé integrant del patrimoni cultural català |                     | Modifica les dades a Wikidata |
|        | Barraca del Cussinyola                        | el Pla de Santa Maria | barraca de vinya | Estil: arquitectura popular |                                                      | bé integrant del patrimoni cultural català |                     | Modifica les dades a Wikidata |
|        | Barraca del Sabatés                           | el Pla de Santa Maria | barraca de vinya | Estil: arquitectura popular |                                                      | bé integrant del patrimoni cultural català |                     | Modifica les dades a Wikidata |
|        | Barraca del camí del Corral del Fortuny I     | el Pla de Santa Maria | barraca de vinya | Estil: arquitectura popular |                                                      | bé integrant del patrimoni cultural català |                     | Modifica les dades a Wikidata |
|        | Barraca del camí del Corral del Fortuny II    | el Pla de Santa Maria | barraca de vinya | Estil: arquitectura popular |                                                      | bé integrant del patrimoni cultural català |                     | Modifica les dades a Wikidata |
|        | Barraca del camí del Corral del Fortuny III   | el Pla de Santa Maria | barraca de vinya | Estil: arquitectura popular |                                                      | bé integrant del patrimoni cultural català |                     | Modifica les dades a Wikidata |
|        | Barraca del camí del Corral del Fortuny IV    | el Pla de Santa Maria | barraca de vinya | Estil: arquitectura popular |                                                      | bé integrant del patrimoni cultural català |                     | Modifica les dades a Wikidata |
|        | Barraca del camí del Corral del Fortuny IX    | el Pla de Santa Maria | barraca de vinya | Estil: arquitectura popular |                                                      | bé integrant del patrimoni cultural català |                     | Modifica les dades a Wikidata |
|        | Barraca del camí del Corral del Fortuny V     | el Pla de Santa Maria | barraca de vinya | Estil: arquitectura popular |                                                      | bé integrant del patrimoni cultural català |                     | Modifica les dades a Wikidata |
|        | Barraca del camí del Corral del Fortuny VI    | el Pla de Santa Maria | barraca de vinya | Estil: arquitectura popular |                                                      | bé integrant del patrimoni cultural català |                     | Modifica les dades a Wikidata |
|        | Barraca del camí del Corral del Fortuny VII   | el Pla de Santa Maria | barraca de vinya | Estil: arquitectura popular |                                                      | bé integrant del patrimoni cultural català |                     | Modifica les dades a Wikidata |
|        | Barraca del camí del Corral del Fortuny VIII  | el Pla de Santa Maria | barraca de vinya | Estil: arquitectura popular |                                                      | bé integrant del patrimoni cultural català |                     | Modifica les dades a Wikidata |
|        | Barraca del camí del Corral del Fortuny X     | el Pla de Santa Maria | barraca de vinya | Estil: arquitectura popular |                                                      | bé integrant del patrimoni cultural català |                     | Modifica les dades a Wikidata |
|        | Barraca del camí del Corral del Fortuny XI    | el Pla de Santa Maria | barraca de vinya | Estil: arquitectura popular |                                                      | bé integrant del patrimoni cultural català |                     | Modifica les dades a Wikidata |
|        | Barraca del camí del Corral del Fortuny XII   | el Pla de Santa Maria | barraca de vinya | Estil: arquitectura popular |                                                      | bé integrant del patrimoni cultural català |                     | Modifica les dades a Wikidata |
|        | Barraca del camí del Corral del Fortuny XIII  | el Pla de Santa Maria | barraca de vinya | Estil: arquitectura popular |                                                      | bé integrant del patrimoni cultural català |                     | Modifica les dades a Wikidata |
|        | Barraca del camí del Corral del Fortuny XIV   | el Pla de Santa Maria | barraca de vinya | Estil: arquitectura popular |                                                      | bé integrant del patrimoni cultural català |                     | Modifica les dades a Wikidata |
|        | Barraca del camí del Corral del Fortuny XIX   | el Pla de Santa Maria | barraca de vinya | Estil: arquitectura popular |                                                      | bé integrant del patrimoni cultural català |                     | Modifica les dades a Wikidata |
|        | Barraca del camí del Corral del Fortuny XV    | el Pla de Santa Maria | barraca de vinya | Estil: arquitectura popular |                                                      | bé integrant del patrimoni cultural català |                     | Modifica les dades a Wikidata |
|        | Barraca del camí del Corral del Fortuny XVI   | el Pla de Santa Maria | barraca de vinya | Estil: arquitectura popular |                                                      | bé integrant del patrimoni cultural català |                     | Modifica les dades a Wikidata |
|        | Barraca del camí del Corral del Fortuny XVII  | el Pla de Santa Maria | barraca de vinya | Estil: arquitectura popular |                                                      | bé integrant del patrimoni cultural català |                     | Modifica les dades a Wikidata |
|        | Barraca del camí del Corral del Fortuny XVIII | el Pla de Santa Maria | barraca de vinya | Estil: arquitectura popular |                                                      | bé integrant del patrimoni cultural català |                     | Modifica les dades a Wikidata |
|        | Barraca del camí del Corral del Fortuny XX    | el Pla de Santa Maria | barraca de vinya | Estil: arquitectura popular |                                                      | bé integrant del patrimoni cultural català |                     | Modifica les dades a Wikidata |
|        | Barraca del camí del Corral del Fortuny XXI   | el Pla de Santa Maria | barraca de vinya | Estil: arquitectura popular |                                                      | bé integrant del patrimoni cultural català |                     | Modifica les dades a Wikidata |
|        | Barraca del camí del Corral del Fortuny XXII  | el Pla de Santa Maria | barraca de vinya | Estil: arquitectura popular |                                                      | bé integrant del patrimoni cultural català |                     | Modifica les dades a Wikidata |
|        | Barraca del camí del Corral del Fortuny XXIII | el Pla de Santa Maria | barraca de vinya | Estil: arquitectura popular |                                                      | bé integrant del patrimoni cultural català |                     | Modifica les dades a Wikidata |
|        | Barraca del camí del Corral del Fortuny XXIV  | el Pla de Santa Maria | barraca de vinya | Estil: arquitectura popular |                                                      | bé integrant del patrimoni cultural català |                     | Modifica les dades a Wikidata |
|        | Barraca del camí del Mas Roig I               | el Pla de Santa Maria | barraca de vinya | Estil: arquitectura popular |                                                      | bé integrant del patrimoni cultural català |                     | Modifica les dades a Wikidata |
|        | Barraca del camí del Mas Roig II              | el Pla de Santa Maria | barraca de vinya | Estil: arquitectura popular |                                                      | bé integrant del patrimoni cultural català |                     | Modifica les dades a Wikidata |
|        | Barraca del camí del Mas Roig III             | el Pla de Santa Maria | barraca de vinya | Estil: arquitectura popular |                                                      | bé integrant del patrimoni cultural català |                     | Modifica les dades a Wikidata |
|        | Barraca del camí del Mas Roig IV              | el Pla de Santa Maria | barraca de vinya | Estil: arquitectura popular |                                                      | bé integrant del patrimoni cultural català |                     | Modifica les dades a Wikidata |
|        | Barraca del camí del Mas Roig IX              | el Pla de Santa Maria | barraca de vinya | Estil: arquitectura popular |                                                      | bé integrant del patrimoni cultural català |                     | Modifica les dades a Wikidata |
|        | Barraca del camí del Mas Roig V               | el Pla de Santa Maria | barraca de vinya | Estil: arquitectura popular |                                                      | bé integrant del patrimoni cultural català |                     | Modifica les dades a Wikidata |
|        | Barraca del camí del Mas Roig VI              | el Pla de Santa Maria | barraca de vinya | Estil: arquitectura popular |                                                      | bé integrant del patrimoni cultural català |                     | Modifica les dades a Wikidata |
|        | Barraca del camí del Mas Roig VII             | el Pla de Santa Maria | barraca de vinya | Estil: arquitectura popular |                                                      | bé integrant del patrimoni cultural català |                     | Modifica les dades a Wikidata |
|        | Barraca del camí del Mas Roig VIII            | el Pla de Santa Maria | barraca de vinya | Estil: arquitectura popular |                                                      | bé integrant del patrimoni cultural català |                     | Modifica les dades a Wikidata |
|        | Barraca del camí del Mas Roig X               | el Pla de Santa Maria | barraca de vinya | Estil: arquitectura popular |                                                      | bé integrant del patrimoni cultural català |                     | Modifica les dades a Wikidata |
|        | Barraca del camí del Mas Roig XI              | el Pla de Santa Maria | barraca de vinya | Estil: arquitectura popular |                                                      | bé integrant del patrimoni cultural català |                     | Modifica les dades a Wikidata |
|        | Barraca del camí del Mas Roig XII             | el Pla de Santa Maria | barraca de vinya | Estil: arquitectura popular |                                                      | bé integrant del patrimoni cultural català |                     | Modifica les dades a Wikidata |
|        | Barraca del camí del Mas Roig XIII            | el Pla de Santa Maria | barraca de vinya | Estil: arquitectura popular |                                                      | bé integrant del patrimoni cultural català |                     | Modifica les dades a Wikidata |
|        | Barraca del camí del Masot II                 | el Pla de Santa Maria | barraca de vinya | Estil: arquitectura popular |                                                      | bé integrant del patrimoni cultural català |                     | Modifica les dades a Wikidata |
|        | Barraca del camí del Masot III                | el Pla de Santa Maria | barraca de vinya | Estil: arquitectura popular |                                                      | bé integrant del patrimoni cultural català |                     | Modifica les dades a Wikidata |
|        | Barraca del camí del Masot IV                 | el Pla de Santa Maria | barraca de vinya | Estil: arquitectura popular |                                                      | bé integrant del patrimoni cultural català |                     | Modifica les dades a Wikidata |
|        | Barraca del camí del Masot V                  | el Pla de Santa Maria | barraca de vinya | Estil: arquitectura popular |                                                      | bé integrant del patrimoni cultural català |                     | Modifica les dades a Wikidata |
|        | Barraca del camí dels Muntanyesos IV          | el Pla de Santa Maria | barraca de vinya | Estil: arquitectura popular |                                                      | bé integrant del patrimoni cultural català |                     | Modifica les dades a Wikidata |
|        | Barraca del camí dels Muntanyesos IX          | el Pla de Santa Maria | barraca de vinya | Estil: arquitectura popular |                                                      | bé integrant del patrimoni cultural català |                     | Modifica les dades a Wikidata |
|        | Barraca del camí dels Muntanyesos V           | el Pla de Santa Maria | barraca de vinya | Estil: arquitectura popular |                                                      | bé integrant del patrimoni cultural català |                     | Modifica les dades a Wikidata |
|        | Barraca del camí dels Muntanyesos VI          | el Pla de Santa Maria | barraca de vinya | Estil: arquitectura popular |                                                      | bé integrant del patrimoni cultural català |                     | Modifica les dades a Wikidata |
|        | Barraca del camí dels Muntanyesos X           | el Pla de Santa Maria | barraca de vinya | Estil: arquitectura popular |                                                      | bé integrant del patrimoni cultural català |                     | Modifica les dades a Wikidata |
|        | Barraca del camí dels Muntanyesos XI          | el Pla de Santa Maria | barraca de vinya | Estil: arquitectura popular |                                                      | bé integrant del patrimoni cultural català |                     | Modifica les dades a Wikidata |
|        | Barraca del camí dels Muntanyesos XII         | el Pla de Santa Maria | barraca de vinya | Estil: arquitectura popular |                                                      | bé integrant del patrimoni cultural català |                     | Modifica les dades a Wikidata |
|        | Barraca del camí dels Muntanyesos XIII        | el Pla de Santa Maria | barraca de vinya | Estil: arquitectura popular |                                                      | bé integrant del patrimoni cultural català |                     | Modifica les dades a Wikidata |
|        | Barraca del camí dels Muntanyesos XIV         | el Pla de Santa Maria | barraca de vinya | Estil: arquitectura popular |                                                      | bé integrant del patrimoni cultural català |                     | Modifica les dades a Wikidata |
|        | Barraca del camí dels Muntanyesos XV          | el Pla de Santa Maria | barraca de vinya | Estil: arquitectura popular |                                                      | bé integrant del patrimoni cultural català |                     | Modifica les dades a Wikidata |
|        | barraca d'en Sans I                           | el Pla de Santa Maria | barraca de vinya | Estil: arquitectura popular | 41° 21′ 05″ N, 1° 19′ 47″ E / 41.351252°N,1.329662°E | bé integrant del patrimoni cultural català |                     | Modifica les dades a Wikidata |
|        | barraca d'en Sans II                          | el Pla de Santa Maria | barraca de vinya | Estil: arquitectura popular | 41° 21′ 00″ N, 1° 19′ 43″ E / 41.349941°N,1.328595°E | bé integrant del patrimoni cultural català |                     | Modifica les dades a Wikidata |
|        | barraca de l'Augé                             | el Pla de Santa Maria | barraca de vinya | Estil: arquitectura popular | 41° 21′ 25″ N, 1° 20′ 36″ E / 41.356848°N,1.343317°E | bé integrant del patrimoni cultural català |                     | Modifica les dades a Wikidata |
|        | barraca de la Capona                          | el Pla de Santa Maria | barraca de vinya | Estil: arquitectura popular | 41° 21′ 30″ N, 1° 20′ 43″ E / 41.358269°N,1.345363°E | bé integrant del patrimoni cultural català |                     | Modifica les dades a Wikidata |
|        | barraca de la Capona XXIV                     | el Pla de Santa Maria | barraca de vinya | Estil: arquitectura popular | 41° 21′ 30″ N, 1° 20′ 43″ E / 41.358266°N,1.345354°E | bé integrant del patrimoni cultural català |                     | Modifica les dades a Wikidata |
|        | barraca de la zona del Mas de la Fam II       | el Pla de Santa Maria | barraca de vinya | Estil: arquitectura popular | 41° 19′ 26″ N, 1° 19′ 03″ E / 41.32396°N,1.31743°E   | bé integrant del patrimoni cultural català |                     | Modifica les dades a Wikidata |
|        | barraca del Grauet I                          | el Pla de Santa Maria | barraca de vinya | Estil: arquitectura popular | 41° 21′ 29″ N, 1° 20′ 36″ E / 41.358012°N,1.343236°E | bé integrant del patrimoni cultural català |                     | Modifica les dades a Wikidata |

## cabana
| imatge | Nom                 | Ubicat a              | instància de | Detalls | coordenades                                                         | Protecció | Commons (més fotos) | Dades a WD                    |
| ------ | ------------------- | --------------------- | ------------ | ------- | ------------------------------------------------------------------- | --------- | ------------------- | ----------------------------- |
|        | Paller d'en Cameta  | el Pla de Santa Maria | cabana       |         | 41° 19′ 30″ N, 1° 18′ 09″ E / 41.324929486486°N,1.30260332867382°E  |           |                     | Modifica les dades a Wikidata |
|        | era de Cal Cameta   | el Pla de Santa Maria | cabana       |         | 41° 19′ 50″ N, 1° 18′ 44″ E / 41.3304652477954°N,1.31215073586738°E |           |                     | Modifica les dades a Wikidata |
|        | era de Cal Macianet | el Pla de Santa Maria | cabana       |         | 41° 19′ 54″ N, 1° 18′ 27″ E / 41.3317389102544°N,1.30749326629313°E |           |                     | Modifica les dades a Wikidata |
|        | era del Cinquero    | el Pla de Santa Maria | cabana       |         | 41° 19′ 56″ N, 1° 18′ 06″ E / 41.3323290064676°N,1.30169421829914°E |           |                     | Modifica les dades a Wikidata |

## casa
| imatge | Nom                                                     | Ubicat a              | instància de | Detalls                                          | coordenades                                                                | Protecció                                  | Commons (més fotos)                                 | Dades a WD                    |
| ------ | ------------------------------------------------------- | --------------------- | ------------ | ------------------------------------------------ | -------------------------------------------------------------------------- | ------------------------------------------ | --------------------------------------------------- | ----------------------------- |
|        | Casa Llovereta                                          | el Pla de Santa Maria | casa         |                                                  | 41° 21′ 48″ N, 1° 17′ 23″ E / 41.3633°N,1.28977°E                          | bé cultural d'interès local                | Casa Llovereta                                      | Modifica les dades a Wikidata |
|        | Casa Mitger                                             | el Pla de Santa Maria | casa         |                                                  | 41° 21′ 48″ N, 1° 17′ 23″ E / 41.3633°N,1.2897°E                           | bé cultural d'interès local                | Casa Mitger                                         | Modifica les dades a Wikidata |
|        | Casa Saperes                                            | el Pla de Santa Maria | casa         |                                                  | 41° 21′ 44″ N, 1° 17′ 30″ E / 41.3621°N,1.29163°E                          | bé cultural d'interès local                | Casa Saperes                                        | Modifica les dades a Wikidata |
|        | Casa Single                                             | el Pla de Santa Maria | casa         | Estil: modernisme català arquitectura modernista | 41° 21′ 52″ N, 1° 17′ 30″ E / 41.3644°N,1.29179°E                          | bé cultural d'interès local                | Casa Single                                         | Modifica les dades a Wikidata |
|        | Casa de la Marquesa                                     | el Pla de Santa Maria | casa         | Estil: barroc                                    | 41° 21′ 49″ N, 1° 17′ 22″ E / 41.3637°N,1.28933°E                          | bé cultural d'interès local                | Casa de la Marquesa                                 | Modifica les dades a Wikidata |
|        | Grup d'habitatges de la fàbrica (el Pla de Santa Maria) | el Pla de Santa Maria | casa         |                                                  | 41° 21′ 52″ N, 1° 17′ 39″ E / 41.3644°N,1.29419°E                          | bé cultural d'interès local                | Cases de la Fàbrica (el Pla de Santa Maria)         | Modifica les dades a Wikidata |
|        | habitatge al carrer Major, 31                           | el Pla de Santa Maria | casa         | Estil: historicisme arquitectònic                | 41° 21′ 50″ N, 1° 17′ 21″ E / 41.363869444444°N,1.2892111111111°E 381 msnm | bé integrant del patrimoni cultural català | Edifici al carrer Major, 31 (el Pla de Santa Maria) | Modifica les dades a Wikidata |

## corral
| imatge | Nom                 | Ubicat a              | instància de | Detalls | coordenades                                                         | Protecció | Commons (més fotos) | Dades a WD                    |
| ------ | ------------------- | --------------------- | ------------ | ------- | ------------------------------------------------------------------- | --------- | ------------------- | ----------------------------- |
|        | Mas del Casals      | el Pla de Santa Maria | corral       |         | 41° 20′ 22″ N, 1° 18′ 52″ E / 41.3394698084283°N,1.31442797375439°E |           |                     | Modifica les dades a Wikidata |
|        | corral d'en Duran   | el Pla de Santa Maria | corral       |         | 41° 18′ 19″ N, 1° 18′ 43″ E / 41.3052691159955°N,1.31195271866451°E |           |                     | Modifica les dades a Wikidata |
|        | corral de Casals    | el Pla de Santa Maria | corral       |         | 41° 20′ 28″ N, 1° 19′ 05″ E / 41.3410096315502°N,1.31809323568534°E |           |                     | Modifica les dades a Wikidata |
|        | corral de Terrassa  | el Pla de Santa Maria | corral       |         | 41° 20′ 35″ N, 1° 19′ 04″ E / 41.3431926675247°N,1.31770239620432°E |           |                     | Modifica les dades a Wikidata |
|        | corral de l'Arnet   | el Pla de Santa Maria | corral       |         | 41° 22′ 22″ N, 1° 19′ 21″ E / 41.372788033782°N,1.3224174612133°E   |           |                     | Modifica les dades a Wikidata |
|        | corral de l'Inglés  | el Pla de Santa Maria | corral       |         | 41° 20′ 30″ N, 1° 19′ 25″ E / 41.3415857397263°N,1.32362397236904°E |           |                     | Modifica les dades a Wikidata |
|        | corral del Bertran  | el Pla de Santa Maria | corral       |         | 41° 21′ 45″ N, 1° 19′ 23″ E / 41.3625021407899°N,1.32312301496923°E |           |                     | Modifica les dades a Wikidata |
|        | corral del Branca   | el Pla de Santa Maria | corral       |         | 41° 20′ 42″ N, 1° 17′ 23″ E / 41.3450409725728°N,1.28972237016325°E |           |                     | Modifica les dades a Wikidata |
|        | corral del Capità   | el Pla de Santa Maria | corral       |         | 41° 21′ 13″ N, 1° 19′ 06″ E / 41.3535045464701°N,1.31822581293077°E |           |                     | Modifica les dades a Wikidata |
|        | corral del Fesol    | el Pla de Santa Maria | corral       |         | 41° 20′ 35″ N, 1° 17′ 43″ E / 41.3430606862518°N,1.29527207006129°E |           |                     | Modifica les dades a Wikidata |
|        | corral del Fortuny  | el Pla de Santa Maria | corral       |         | 41° 21′ 50″ N, 1° 19′ 49″ E / 41.3637755401797°N,1.3301680974463°E  |           |                     | Modifica les dades a Wikidata |
|        | corral del Jordi    | el Pla de Santa Maria | corral       |         | 41° 19′ 46″ N, 1° 19′ 30″ E / 41.3294558956615°N,1.325058273419°E   |           |                     | Modifica les dades a Wikidata |
|        | corral del Majoral  | el Pla de Santa Maria | corral       |         | 41° 21′ 13″ N, 1° 19′ 27″ E / 41.3535089483723°N,1.3240830755189°E  |           |                     | Modifica les dades a Wikidata |
|        | corral del Maltès   | el Pla de Santa Maria | corral       |         | 41° 22′ 02″ N, 1° 19′ 14″ E / 41.3671464578129°N,1.32042117637953°E |           |                     | Modifica les dades a Wikidata |
|        | corral del Muntaner | el Pla de Santa Maria | corral       |         | 41° 20′ 37″ N, 1° 18′ 52″ E / 41.3435059598703°N,1.3144911966609°E  |           |                     | Modifica les dades a Wikidata |
|        | corral del Porta    | el Pla de Santa Maria | corral       |         | 41° 22′ 06″ N, 1° 19′ 14″ E / 41.3684270888889°N,1.3205317112566°E  |           |                     | Modifica les dades a Wikidata |
|        | corral del Prats    | el Pla de Santa Maria | corral       |         | 41° 21′ 43″ N, 1° 19′ 04″ E / 41.36191379471°N,1.3179147403801°E    |           |                     | Modifica les dades a Wikidata |
|        | corral del Pujol    | el Pla de Santa Maria | corral       |         | 41° 19′ 58″ N, 1° 17′ 14″ E / 41.3328449558328°N,1.28728103401755°E |           |                     | Modifica les dades a Wikidata |
|        | corral del Redon    | el Pla de Santa Maria | corral       |         | 41° 21′ 33″ N, 1° 19′ 33″ E / 41.3591117153292°N,1.32595968485311°E |           |                     | Modifica les dades a Wikidata |
|        | corral del Ros      | el Pla de Santa Maria | corral       |         | 41° 20′ 23″ N, 1° 17′ 56″ E / 41.3398012458752°N,1.29900223883661°E |           |                     | Modifica les dades a Wikidata |
|        | corral del Sucot    | el Pla de Santa Maria | corral       |         | 41° 22′ 11″ N, 1° 19′ 48″ E / 41.3698330356108°N,1.32986969279721°E |           |                     | Modifica les dades a Wikidata |
|        | corral del Xamdec   | el Pla de Santa Maria | corral       |         | 41° 19′ 57″ N, 1° 19′ 01″ E / 41.3324639750662°N,1.31701057010395°E |           |                     | Modifica les dades a Wikidata |
|        | corral del Xeco     | el Pla de Santa Maria | corral       |         | 41° 20′ 18″ N, 1° 18′ 07″ E / 41.3383058963184°N,1.30204086508506°E |           |                     | Modifica les dades a Wikidata |

## edifici
| imatge | Nom                             | Ubicat a              | instància de | Detalls                        | coordenades                                                   | Protecció                                  | Commons (més fotos)                         | Dades a WD                    |
| ------ | ------------------------------- | --------------------- | ------------ | ------------------------------ | ------------------------------------------------------------- | ------------------------------------------ | ------------------------------------------- | ----------------------------- |
|        | Celler del Sindicat Agrícola    | el Pla de Santa Maria | edifici      | Estil: noucentisme             | 41° 21′ 56″ N, 1° 17′ 30″ E / 41.3656°N,1.29163°E             | bé cultural d'interès local                | Cooperativa Agrícola del Pla de Santa Maria | Modifica les dades a Wikidata |
|        | Cossiol de la Capona            | el Pla de Santa Maria | edifici      | Estil: arquitectura popular    | 41° 21′ 29″ N, 1° 20′ 46″ E / 41.35797°N,1.34621°E            | bé integrant del patrimoni cultural català |                                             | Modifica les dades a Wikidata |
|        | Cossiol del Soleta              | el Pla de Santa Maria | edifici      | Estil: arquitectura popular    | 41° 21′ 24″ N, 1° 20′ 26″ E / 41.35662°N,1.34043°E            | bé integrant del patrimoni cultural català |                                             | Modifica les dades a Wikidata |
|        | Era de la Capona                | el Pla de Santa Maria | edifici      | Estil: arquitectura popular    | 41° 21′ 36″ N, 1° 20′ 43″ E / 41.36009°N,1.34536°E            | bé integrant del patrimoni cultural català |                                             | Modifica les dades a Wikidata |
|        | Fàbrica Martí Llopart i Trenchs | el Pla de Santa Maria | edifici      | Estil: arquitectura modernista | 41° 21′ 51″ N, 1° 17′ 33″ E / 41.364215°N,1.292438°E 388 msnm | bé cultural d'interès local                |                                             | Modifica les dades a Wikidata |
|        | Pou cobert                      | el Pla de Santa Maria | edifici      | Estil: arquitectura popular    |                                                               | bé integrant del patrimoni cultural català |                                             | Modifica les dades a Wikidata |

## església
| imatge | Nom                                | Ubicat a              | instància de      | Detalls                      | coordenades                                                  | Protecció                                            | Commons (més fotos)                            | Dades a WD                    |
| ------ | ---------------------------------- | --------------------- | ----------------- | ---------------------------- | ------------------------------------------------------------ | ---------------------------------------------------- | ---------------------------------------------- | ----------------------------- |
|        | Ermita de Sant Ramon               | el Pla de Santa Maria | església ermita   | Estil: arquitectura gòtica   | 41° 22′ 40″ N, 1° 16′ 33″ E / 41.37775°N,1.275972°E 659 msnm | bé cultural d'interès local                          |                                                | Modifica les dades a Wikidata |
|        | Sant Ramon del Pla de Santa Maria  | el Pla de Santa Maria | església monument | Estil: arquitectura romànica | 41° 22′ 04″ N, 1° 17′ 17″ E / 41.367729°N,1.288023°E         | bé d'interès cultural bé cultural d'interès nacional | Església de Sant Ramon (El Pla de Santa Maria) | Modifica les dades a Wikidata |
|        | Santa Maria del Pla de Santa Maria | el Pla de Santa Maria | església          | Estil: barroc                | 41° 21′ 50″ N, 1° 17′ 24″ E / 41.3638°N,1.28993°E            | bé cultural d'interès local                          | Santa Maria del Pla de Santa Maria             | Modifica les dades a Wikidata |

## masia
| imatge | Nom                  | Ubicat a              | instància de | Detalls       | coordenades                                                                  | Protecció                                  | Commons (més fotos)                 | Dades a WD                    |
| ------ | -------------------- | --------------------- | ------------ | ------------- | ---------------------------------------------------------------------------- | ------------------------------------------ | ----------------------------------- | ----------------------------- |
|        | Cal Manyer           | el Pla de Santa Maria | masia        |               | 41° 21′ 52″ N, 1° 20′ 22″ E / 41.36446956342°N,1.3395356896397°E             |                                            |                                     | Modifica les dades a Wikidata |
|        | Cal Toses            | el Pla de Santa Maria | masia        |               | 41° 22′ 03″ N, 1° 20′ 21″ E / 41.367628565869°N,1.3392888657389°E            |                                            |                                     | Modifica les dades a Wikidata |
|        | Caseta del Boticari  | el Pla de Santa Maria | masia        |               | 41° 20′ 15″ N, 1° 18′ 54″ E / 41.3375598722358°N,1.31501502025069°E          |                                            |                                     | Modifica les dades a Wikidata |
|        | Caseta del Llop      | el Pla de Santa Maria | masia        |               | 41° 21′ 15″ N, 1° 18′ 07″ E / 41.3540294097432°N,1.30183543665329°E          |                                            |                                     | Modifica les dades a Wikidata |
|        | Mas Macianet         | el Pla de Santa Maria | masia        |               | 41° 21′ 19″ N, 1° 17′ 48″ E / 41.355294757507°N,1.2965679544052°E            |                                            |                                     | Modifica les dades a Wikidata |
|        | Mas Madronet         | el Pla de Santa Maria | masia        |               | 41° 20′ 41″ N, 1° 17′ 45″ E / 41.3447279868291°N,1.29594570525958°E          |                                            |                                     | Modifica les dades a Wikidata |
|        | Mas Manel            | el Pla de Santa Maria | masia        |               | 41° 19′ 55″ N, 1° 19′ 29″ E / 41.3318741090666°N,1.32473342098931°E          |                                            |                                     | Modifica les dades a Wikidata |
|        | Mas Rossell          | el Pla de Santa Maria | masia        |               | 41° 22′ 21″ N, 1° 18′ 54″ E / 41.372615°N,1.314877°E 393 msnm                |                                            | Mas Rossell (El Pla de Santa Maria) | Modifica les dades a Wikidata |
|        | Mas d'en Roig        | el Pla de Santa Maria | masia        |               | 41° 21′ 21″ N, 1° 19′ 57″ E / 41.355819938695°N,1.3324166485698°E            |                                            |                                     | Modifica les dades a Wikidata |
|        | Mas de Martí         | el Pla de Santa Maria | masia        | Estat: ruïnós | 41° 20′ 06″ N, 1° 17′ 43″ E / 41.3350360779635°N,1.29532601056212°E 314 msnm |                                            |                                     | Modifica les dades a Wikidata |
|        | Mas de Tudoret       | el Pla de Santa Maria | masia        |               | 41° 22′ 06″ N, 1° 17′ 11″ E / 41.3682026615979°N,1.28637774624877°E          |                                            |                                     | Modifica les dades a Wikidata |
|        | Mas de l'Auget       | el Pla de Santa Maria | masia        |               | 41° 19′ 46″ N, 1° 18′ 20″ E / 41.3294690182562°N,1.3056520721424°E           |                                            |                                     | Modifica les dades a Wikidata |
|        | Mas de l'Entino      | el Pla de Santa Maria | masia        |               | 41° 21′ 37″ N, 1° 20′ 09″ E / 41.360373734086°N,1.3358868689319°E            |                                            |                                     | Modifica les dades a Wikidata |
|        | Mas de l'Escalivat   | el Pla de Santa Maria | masia        |               | 41° 19′ 38″ N, 1° 18′ 17″ E / 41.3273215771807°N,1.30478764674113°E          |                                            |                                     | Modifica les dades a Wikidata |
|        | Mas de l'Ànima       | el Pla de Santa Maria | masia        |               | 41° 19′ 58″ N, 1° 19′ 30″ E / 41.3327159894577°N,1.32502254729925°E          |                                            |                                     | Modifica les dades a Wikidata |
|        | Mas de la Paula      | el Pla de Santa Maria | masia        |               | 41° 19′ 23″ N, 1° 18′ 16″ E / 41.322987492119°N,1.3045786757049°E            |                                            |                                     | Modifica les dades a Wikidata |
|        | Mas de la Xamora     | el Pla de Santa Maria | masia        |               | 41° 19′ 06″ N, 1° 17′ 16″ E / 41.3183050524947°N,1.28773352323153°E          |                                            |                                     | Modifica les dades a Wikidata |
|        | Mas del Barrina      | el Pla de Santa Maria | masia        |               | 41° 21′ 29″ N, 1° 17′ 47″ E / 41.3581°N,1.29635°E 368 msnm                   |                                            |                                     | Modifica les dades a Wikidata |
|        | Mas del Conillera    | el Pla de Santa Maria | masia        |               | 41° 19′ 48″ N, 1° 17′ 29″ E / 41.329996068187°N,1.2912526042713°E            |                                            |                                     | Modifica les dades a Wikidata |
|        | Mas del Mallorca     | el Pla de Santa Maria | masia        |               | 41° 19′ 32″ N, 1° 17′ 38″ E / 41.325529703198°N,1.2937590429137°E            |                                            |                                     | Modifica les dades a Wikidata |
|        | Mas del Pastor       | el Pla de Santa Maria | masia        |               | 41° 18′ 50″ N, 1° 17′ 33″ E / 41.3140150387411°N,1.29240941498288°E          |                                            |                                     | Modifica les dades a Wikidata |
|        | Mas del Pujol        | el Pla de Santa Maria | masia        |               | 41° 19′ 58″ N, 1° 17′ 26″ E / 41.3327960066694°N,1.29065221980184°E          |                                            |                                     | Modifica les dades a Wikidata |
|        | Maset d'en Duran     | el Pla de Santa Maria | masia        |               | 41° 18′ 26″ N, 1° 18′ 42″ E / 41.3071920841443°N,1.31164031133941°E          |                                            |                                     | Modifica les dades a Wikidata |
|        | Maset de l'Antino    | el Pla de Santa Maria | masia        |               | 41° 19′ 39″ N, 1° 17′ 20″ E / 41.3274091559046°N,1.2887975702462°E           |                                            |                                     | Modifica les dades a Wikidata |
|        | Maset del Llobera    | el Pla de Santa Maria | masia        |               | 41° 19′ 45″ N, 1° 17′ 20″ E / 41.3290843766962°N,1.28878957293542°E          |                                            |                                     | Modifica les dades a Wikidata |
|        | Maset del Passeró    | el Pla de Santa Maria | masia        |               | 41° 20′ 00″ N, 1° 17′ 47″ E / 41.3332311260925°N,1.2963051870548°E           |                                            |                                     | Modifica les dades a Wikidata |
|        | Masia de Tudores     | el Pla de Santa Maria | masia        |               | 41° 22′ 06″ N, 1° 17′ 40″ E / 41.368294115116°N,1.29435033973686°E           |                                            |                                     | Modifica les dades a Wikidata |
|        | Masia del Canals     | el Pla de Santa Maria | masia        |               | 41° 21′ 23″ N, 1° 18′ 22″ E / 41.356336261961°N,1.3061041637159°E            |                                            |                                     | Modifica les dades a Wikidata |
|        | Masia del Roc        | el Pla de Santa Maria | masia        |               | 41° 21′ 30″ N, 1° 19′ 13″ E / 41.358347232286°N,1.3203975192258°E            |                                            |                                     | Modifica les dades a Wikidata |
|        | Pallissa del Ramonet | el Pla de Santa Maria | masia        |               | 41° 20′ 47″ N, 1° 17′ 42″ E / 41.3464003518292°N,1.29513713056431°E          |                                            |                                     | Modifica les dades a Wikidata |
|        | Torre de l'Amorós    | el Pla de Santa Maria | masia        |               | 41° 22′ 16″ N, 1° 17′ 37″ E / 41.3712453294168°N,1.29353189763269°E          |                                            |                                     | Modifica les dades a Wikidata |
|        | Torre de l'Anglès    | el Pla de Santa Maria | masia        |               | 41° 22′ 19″ N, 1° 17′ 42″ E / 41.372013898915°N,1.29494667073048°E           |                                            |                                     | Modifica les dades a Wikidata |
|        | Torre del Pitxo      | el Pla de Santa Maria | masia        |               | 41° 20′ 51″ N, 1° 19′ 27″ E / 41.3474949132355°N,1.324273202665°E            |                                            |                                     | Modifica les dades a Wikidata |
|        | Torre del Pitxó      | el Pla de Santa Maria | masia        |               | 41° 20′ 36″ N, 1° 19′ 28″ E / 41.343307°N,1.324545°E                         | bé integrant del patrimoni cultural català |                                     | Modifica les dades a Wikidata |
|        | Torre del Rosell     | el Pla de Santa Maria | masia        |               | 41° 21′ 32″ N, 1° 17′ 15″ E / 41.3587704835608°N,1.28747403761935°E          |                                            |                                     | Modifica les dades a Wikidata |
|        | el Clau del Ruc      | el Pla de Santa Maria | masia        |               | 41° 21′ 41″ N, 1° 20′ 16″ E / 41.3614730893871°N,1.33786640591954°E          |                                            |                                     | Modifica les dades a Wikidata |
|        | el Masot             | el Pla de Santa Maria | masia        |               | 41° 20′ 49″ N, 1° 19′ 58″ E / 41.346816161355°N,1.3326464660706°E            |                                            |                                     | Modifica les dades a Wikidata |
|        | la Capona            | el Pla de Santa Maria | masia        |               | 41° 21′ 21″ N, 1° 20′ 45″ E / 41.3558239203217°N,1.34587607352548°E          |                                            |                                     | Modifica les dades a Wikidata |
|        | la Gambada           | el Pla de Santa Maria | masia        |               | 41° 19′ 13″ N, 1° 18′ 00″ E / 41.320215900448°N,1.2998714867631°E            |                                            |                                     | Modifica les dades a Wikidata |

## passatge
| imatge | Nom                            | Ubicat a              | instància de | Detalls                                  | coordenades                                                                                       | Protecció                   | Commons (més fotos)            | Dades a WD                    |
| ------ | ------------------------------ | --------------------- | ------------ | ---------------------------------------- | ------------------------------------------------------------------------------------------------- | --------------------------- | ------------------------------ | ----------------------------- |
|        | Arcs del carrer de la Trinitat | el Pla de Santa Maria | passatge     | Estil: arquitectura popular 18th century | 41° 21′ 53″ N, 1° 17′ 19″ E / 41.364722222222°N,1.2886111111111°E ca:Carrer Trinitat, 2           | bé cultural d'interès local | Arcs del carrer de la Trinitat | Modifica les dades a Wikidata |
|        | arcs del carrer del Roser      | el Pla de Santa Maria | passatge     | Estil: arquitectura popular 17th century | 41° 21′ 53″ N, 1° 17′ 21″ E / 41.364722222222°N,1.2891666666667°E ca:Carrer del Roser, 8 384 msnm | bé cultural d'interès local | Arcs del carrer del Roser      | Modifica les dades a Wikidata |

## pont
| imatge | Nom             | Ubicat a              | instància de | Detalls        | coordenades                                                         | Protecció | Commons (més fotos) | Dades a WD                    |
| ------ | --------------- | --------------------- | ------------ | -------------- | ------------------------------------------------------------------- | --------- | ------------------- | ----------------------------- |
|        | Pont del Cargol | el Pla de Santa Maria | pont         |                | 41° 19′ 36″ N, 1° 16′ 55″ E / 41.326783888971°N,1.2818955158861°E   |           |                     | Modifica les dades a Wikidata |
|        | Pont del Pagès  | el Pla de Santa Maria | pont         | Hi passa: C-37 | 41° 20′ 02″ N, 1° 16′ 58″ E / 41.3339319087508°N,1.28285487544885°E |           |                     | Modifica les dades a Wikidata |

## porta de ciutat
| imatge | Nom                                                         | Ubicat a              | instància de    | Detalls                                                 | coordenades                                                       | Protecció                                            | Commons (més fotos)            | Dades a WD                    |
| ------ | ----------------------------------------------------------- | --------------------- | --------------- | ------------------------------------------------------- | ----------------------------------------------------------------- | ---------------------------------------------------- | ------------------------------ | ----------------------------- |
|        | Portal del Soldevila                                        | el Pla de Santa Maria | porta de ciutat |                                                         |                                                                   |                                                      |                                | Modifica les dades a Wikidata |
|        | Portals fortificats del carrer Major del Pla de Santa Maria | el Pla de Santa Maria | porta de ciutat | Estil: arquitectura gòtica arquitectura del Renaixement | 41° 21′ 46″ N, 1° 17′ 25″ E / 41.3629°N,1.29015°E ca:Carrer Major | bé d'interès cultural bé cultural d'interès nacional | Portals del Pla de Santa Maria | Modifica les dades a Wikidata |

## Misc
| imatge | Nom                                       | Ubicat a                                                          | instància de                                           | Detalls                       | coordenades                                                         | Protecció                                  | Commons (més fotos)    | Dades a WD                    |
| ------ | ----------------------------------------- | ----------------------------------------------------------------- | ------------------------------------------------------ | ----------------------------- | ------------------------------------------------------------------- | ------------------------------------------ | ---------------------- | ----------------------------- |
|        | Granja Bessó                              | el Pla de Santa Maria                                             | granja                                                 |                               | 41° 21′ 49″ N, 1° 20′ 07″ E / 41.3637142631487°N,1.33526279544247°E |                                            |                        | Modifica les dades a Wikidata |
|        | Plana del Guardida                        | Aiguamúrcia el Pla de Santa Maria                                 | indret                                                 |                               | 41° 20′ 31″ N, 1° 20′ 04″ E / 41.34181°N,1.33448°E                  |                                            |                        | Modifica les dades a Wikidata |
|        | Polígon industrial del Pla de Santa Maria | el Pla de Santa Maria                                             | polígon industrial                                     |                               | 41° 20′ 55″ N, 1° 17′ 35″ E / 41.3485307678109°N,1.2930256422437°E  |                                            |                        | Modifica les dades a Wikidata |
|        | Torre de Santa Maria                      | el Pla de Santa Maria                                             | nucli de població nucli d'entitat singular de població | 133 hab                       | 41° 20′ 56″ N, 1° 19′ 39″ E / 41.34877084°N,1.32748873°E 347 msnm   |                                            |                        | Modifica les dades a Wikidata |
|        | Tossal Gros de Miramar                    | Cabra del Camp Figuerola del Camp el Pla de Santa Maria Montblanc | àrea protegida Pla d'Espais d'Interès Natural          | 1992 Superfície: 1481.73718ha | 41° 22′ 23″ N, 1° 14′ 44″ E / 41.373073°N,1.245553°E                |                                            | Tossal Gros de Miramar | Modifica les dades a Wikidata |
|        | casa consistorial del Pla de Santa Maria  | el Pla de Santa Maria                                             | casa consistorial                                      |                               | 41° 21′ 55″ N, 1° 17′ 19″ E / 41.3653721°N,1.2887424°E              |                                            |                        | Modifica les dades a Wikidata |
|        | creu de Sant Isidre                       | el Pla de Santa Maria                                             | creu monumental                                        |                               | 41° 21′ 47″ N, 1° 17′ 26″ E / 41.36303°N,1.29052°E                  | bé integrant del patrimoni cultural català |                        | Modifica les dades a Wikidata |
|        | el Pla de Santa Maria                     | el Pla de Santa Maria                                             | entitat singular de població capital municipal         | 2391 hab                      | 41° 21′ 48″ N, 1° 17′ 29″ E / 41.36336°N,1.29152°E 382 msnm         |                                            |                        | Modifica les dades a Wikidata |